# Leucauge tellervo
Leucauge tellervo är en spindelart som beskrevs av Embrik Strand 1913. Leucauge tellervo ingår i släktet Leucauge och familjen käkspindlar. Inga underarter finns listade i Catalogue of Life.